# Collège ouest-africain des médecins
Le Collège ouest-africain des médecins (West African College of Physicians, WACP) est une société professionnelle fondée en 1976 pour les médecins spécialistes de l'Afrique de l'Ouest. L'association promeut la formation spécialisée de troisième cycle, l'élaboration de programmes professionnels et la certification des bourses dans six sous-spécialités ou facultés, santé communautaire, médecine familiale médecine interne, pédiatrie, psychiatrie et médecine de laboratoire, en particulier les concentrations en pathologie anatomique, pathologie chimique, hématologie et microbiologie médicale. Le Collège sert également de conseiller sur les politiques de santé à de nombreux gouvernements participants en Afrique de l'Ouest . 

## Histoire
Créé en 1976, le Collège ouest-africain des médecins a son siège à Lagos, au Nigeria. Au début, l'adhésion au Collège était limitée aux cinq pays anglophones de l'Afrique de l'Ouest: le Ghana, le Liberia, le Nigeria, la Sierra Leone et la Gambie. Les bourses sont classées par chapitres basés dans 8 pays membres, dont la Côte d'Ivoire, la Gambie, le Ghana, le Liberia, le Nigeria|, le Bénin, le Sénégal et la Sierra Leone. L'adhésion est désormais disponible pour les médecins des pays francophones. Dans l'ensemble, les pays membres actuels comprennent le Bénin, le Burkina Faso, le Cap-Vert, la Côte d'Ivoire, le Ghana, la Guinée, la Guinée-Bissau, le Liberia, le Mali, le Niger, le Nigeria, le Sénégal, la Sierra Leone et la Gambie. Le Collège prévoit d'étendre les initiatives de sensibilisation et de développement médical dans les deux États membres lusophones, le Cap-Vert et la Guinée-Bissau.  
L'institution sœur du Collège est le Collège ouest africain des chirurgiens, une société professionnelle de chirurgiens en Afrique de l'Ouest,. Il a également des partenariats stratégiques avec le National Postgraduate Medical College of Nigeria (en), le Ghana College of Physicians and Surgeons (en) et le Medical Research Council en Gambie. Il existe une collaboration pédagogique et scientifique entre le WACP et les Royal Medical Colleges de Grande-Bretagne, en particulier le Collège royal de médecine, l'American College of Physicians (en) et le South African Medical College. Les assemblées générales et scientifiques annuelles sont alternées entre les 14 pays membres du Collège. Périodiquement, le Collège se lance dans un plan stratégique quinquennal pour fixer les objectifs de prestation des services de santé pour l'organisation.  

## Structure du collège
Au sommet de la hiérarchie des comités de l'Ordre se trouve le Conseil de l'Ordre qui supervise le Comité des finances et à usage général, qui à son tour supervise le Comité de l'éducation et de la recherche, le Comité d'agrément, le Comité d'examen, le Bureau international / Comité et le Comité d'assurance de la qualité. Les facultés et les conseils de faculté relèvent du comité de l'éducation et de la recherche.  
Sur le plan administratif, le président est le chef du collège assisté de la vice-présidence. Au-dessous de ce niveau se trouve le secrétaire général et trésorier qui supervise l'agent administratif, l'agent d'examen et le comptable. La vice-présidence se compose de huit vice-présidents qui assurent également la présidence des chapitres nationaux. Dans chaque pays membre, le trésorier national et le secrétaire national relèvent du vice-président / président de la section. Le secrétaire national supervise les facultés des sections.  

### Les facultés
Les six facultés du Collège sont: 
- Santé communautaire
- Médecine familiale
- Médecine interne
- Pédiatrie
- Psychiatrie
- Médecine de laboratoire avec options en pathologie anatomique, pathologie chimique, hématologie et microbiologie médicale

### Publications médicales
Le West African College of Physicians, conjointement avec le West African College of Surgeons, est copropriétaire du West African Journal of Medicine, dans le but de « fournir un moyen de diffusion internationale des informations sur les sciences médicales en Afrique de l'Ouest et ailleurs »,,. De plus, le Collège publie les Actes de ses conférences annuelles du Collège ainsi que d'autres symposiums et conférences scientifiques.  

### Examens de bourses
Pour obtenir une bourse dans une faculté du WACP, un candidat doit réussir les examens de la partie I et de la partie II et terminer une formation clinique en rotation dans un établissement accrédité ainsi qu'une dissertation écrite. 

### Prix collégiaux
Les prix académiques suivants sont décernés aux lauréats exceptionnels du Collège:  
| Prix                           | Description                                                                                          |
| ------------------------------ | --- |
| Prix Ayo Iyun                  | Pour le meilleur candidat de la partie I en médecine interne                                         |
| Prix AFB Mabadeje              | Pour la meilleure thèse en médecine interne                                                          |
| Prix du président SF Kuku      | Pour le meilleur boursier diplômé du Collège                                                         |
| Prix du président de SF Kuku   | Pour le meilleur candidat de la partie II en médecine interne                                        |
| Prix Egerton Luke              | Pour le meilleur candidat de la partie I en psychiatrie                                              |
| Prix Awoonor-Renner            | Pour la meilleure thèse en médecine de laboratoire                                                   |
| Prix AO Senbanjo               | Pour le meilleur boursier diplômé en médecine familiale                                              |
| Prix Tom Thatcher              | Pour la meilleure dissertation de la partie II en médecine familiale                                 |
| Prix commémoratif Asuquo Antia | Pour le meilleur candidat de la partie I en pédiatrie                                                |
| Prix ABOO Oyediran             | Pour le meilleur candidat de la partie I en santé communautaire                                      |
| Prix Olubunmi Robbin-Coker     | Pour la meilleure thèse en pédiatrie                                                                 |
| Prix Manuwa-Olumide            | Pour le meilleur candidat de la partie II en santé communautaire                                     |
| Prix Professeur AC Ikenne      | Pour le meilleur candidat en examen de sous-spécialité cardiologie de la Faculté de médecine interne |

## Présidents
| Président               | Durée du mandat | Pays d'origine |
| ----------------------- | --------------- | -------------- |
| JO Mabayoje             | 1976-1978       | Nigeria        |
| JN Togba                | 1979-1980       | Libéria        |
| JVO Mends               | 1981–1982       | Sierra Leone   |
| EBF Foster              | 1983-1984       | Ghana          |
| JJ N'dow                | 1985–1986       | Gambie         |
| A. Binite               | 1987-1988       | Nigeria        |
| JM Bankole-Arret        | 1989–1990       | Libéria        |
| DJORobbin-Coker         | 1991–1992       | Sierra Leone   |
| JK Bandoh               | 1993–1994       | Ghana          |
| FS Oldfield             | 1995–1996       | Gambie         |
| SF Kuku                 | 1997–1998       | Nigeria        |
| EMF Luke                | 1999-2000       | Sierra Leone   |
| VE Sirleaf              | 2001-2002       | Libéria        |
| JK Acquaye              | 2003-2004       | Ghana          |
| T. Corrah               | 2005-2006       | Gambie         |
| Ro.A. Makanjuola        | 2007-2008       | Nigeria        |
| Patrick Coker           | 2009-2010       | Sierra Leone   |
| Benson S Barh           | 2011-2012       | Libéria        |
| Yao Tettey              | 2013-2014       | Ghana          |
| Kalifa Bojang           | 2015-2016       | Gambie         |
| Ifeoma Egbuonu          | 2017-2018       | Nigeria        |
| Houenou Agbo Yveline    | 2018-2019       | Côte d'Ivoire  |
| Radcliffe Durodami Lisk | 2019-présent    | Sierra Leone   |